# 6714-es mellékút (Magyarország)
A 6714-es számú mellékút egy négy számjegyű mellékút Somogy vármegyében. Azok az útszakaszok számozódnak ezzel az útszámmal, amelyek az R67-es gyorsút átadása előtt a 67-es főutat alkották, Mernyeszentmiklós központja és Somogytúr déli széle között. Jelenlegi állapotában többé-kevésbé fiktív útnak minősül, mivel a nyomvonalát nem lehet egyben bejárni: az néhol – jellemzően a lakott területeken kívül – egybeesik a gyorsút nyomvonalával, részben települések belső útjaként húzódik, egyes részei pedig korábbi funkciójukat elvesztett útcsonkok.

## Nyomvonala
Kilométer-számozása az országos közutak térképes nyilvántartását szolgáló kira.gov.hu adatbázisából nem állapítható meg egyértelműen, de déli végpontját az oldal térképe – 2019 novemberi állapot szerint – a 67-es főút korábbi 61+200-as kilométerszelvényénél tünteti fel, a Mernye községhez tartozó Mernyeszentmiklós központjában (a térkép az ettől délre eső szakaszt, a gyorsút mernyeszentmiklósi elkerülőjének déli végpontjáig önkormányzati útként jelöli). Ugyanonnan ágazik ki keletnek a 4 kilométer hosszú 65 109-es számú mellékút Felsőmocsoládra és nyugatnak a 3,4 kilométer hosszú 67 106-os számú mellékút Polányba.
Észak felé indul, a 61+700-as kilométerszelvény táján kilép a településről és nagyjából a 62. kilométer után kelet felől visszatér hozzá a gyorsút nyomvonala. A 63+500-as kilométerszelvénynél Felsőmocsolád külterületére érkezik, a 64+800-as kilométerszelvénytől pedig Gamás területén húzódik. A 66. kilométer után a két nyomvonal újra elválik, az új nyomvonal itt is kelet felé kerüli el Gamás Vadépuszta nevű településrészét, a régi pedig egyenesen haladva átszeli azt. A 66,500-as kilométerszelvénynél éri el a településrész lakott területét, bő fél kilométeren át húzódik a házai között, majd a 67+300-as kilométerszelvény után az eltérő nyomvonalak újra egyesülnek.
A 69+250-es kilométerszelvénynél kiágazik belőle nyugat felé a 67 107-es út Gamás központja irányába. A 71+500-as kilométerszelvénynél éri el a nyomvonal Somogybabod határát, egy darabig még a határvonalat követi és a 72+200-as kilométerszelvénynél lép teljesen somogybabodi területre. Ott ismét elválik a régi és az elkerülő nyomvonal, előbbi a 72+500-as kilométerszelvény táján ér a település házai közé, ott a Kossuth Lajos utca nevet veszi fel. A 74+200-as kilométerszelvénynél kiágazik kelet felé 67 406-os út, ez köti össze az elkerülő út somogybabodi lehajtó csomópontjával. A település északi részében az Ady Endre utca nevet viseli, a 76+100-as kilométerszelvénynél pedig elhagyja a község házait és egyből át is lép Somogytúr területére. Ott még mintegy két kilométeren keresztül együtt halad a két nyomvonal, majd véglegesen szétválnak: a gyorsút Balatonszemes felé veszi az irányt, míg a régi nyomvonal Balatonlelle irányába halad tovább. A szétválásnál kiágazó 6713-as útba beletorkollva ér véget, innentől észak felé ez utóbbi útszámot viseli a 67-es főút régi nyomvonala.
Teljes hossza a nyomvonal töredezettsége miatt nem értelmezhető, de déli és északi térképi végpontjai között szerint mintegy 16,9 kilométer a távolság.